# 패티 오스틴
패티 오스틴(Patti Austin, 1950년 8월 10일 ~ )은 미국의 가수이다.